# Kōji Matsushita
Kōji Matsushita (jap. 松下浩二 Matsushita Kōji; ur. 28 sierpnia 1967 w Toyohashi) – japoński tenisista stołowy.
Członek japońskiej kadry narodowej i olimpijskiej mężczyzn w tenisie stołowym. Pod koniec lat 80. Matsushita grał w szwedzkim klubie Falkenbergs BTK, w 1997 r. wstąpił do SV Plüderhausen, a rok później przeniósł się do Borussii Düsseldorf. Był sponsorowany przez japońską firmę Butterfly. Matsushita jest uważany za najlepszego defensora na świecie. Na początku 2009 r. zakończył czynną karierę. Matsushita i Hiroshi Kamura posiadają najdłuższy staż w tym sporcie.
- Miejsce w światowym rankingu ITTF: 58 (Marzec 2008)

- Styl gry: praworęczna, nowoczesna defensywa, daleko od stołu

Sprzęt
- Deska: BUTTERFLY MATSUSHITA POWER (def)
- Okładziny:
  - Forhend: Butterfly Tackifire
  - Backhand: Feint Long III

## Osiągnięcia
- Mistrz kraju (1993, 1995, 2001, 2002)
- Udział w kilku Igrzysk Olimpijskich (1992-2004) i mistrzostw świata
- Brązowy medal w deblu na Mistrzostwach Świata 1997
- Brązowy medal z drużyną na Pucharze Świata 2000